# 高齢者、身体障害者等が円滑に利用できる特定建築物の建築の促進に関する法律
高齢者、身体障害者等が円滑に利用できる特定建築物の建築の促進に関する法律（こうれいしゃ、しんたいしょうがいしゃとうがえんかつにりようできるとくていけんちくぶつのけんちくのそくしんにかんするほうりつ、平成6年6月29日法律第44号）は、高齢者や身体障害者等が円滑に利用できる建築物の建築の促進に関する日本の法律である。ハートビル法と通称された。
2006年12月20日、高齢者、障害者等の移動等の円滑化の促進に関する法律（通称・バリアフリー新法）の施行に伴い廃止された。

## 法律の目的
第一条
この法律は、高齢者、身体障害者等が円滑に利用できる建築物の建築の促進のための措置を講ずることにより建築物の質の向上を図り、もって公共の福祉の増進に資することを目的とする。
要は、鉄道駅や百貨店、ホテルなどといった、不特定多数の人の出入りする公共的な建築物について、高齢者や身体障害者（車椅子、点字ブロック他）などの社会的弱者への対応を、建築物の保有者について義務付けるもの。

## 特定建築物の定義

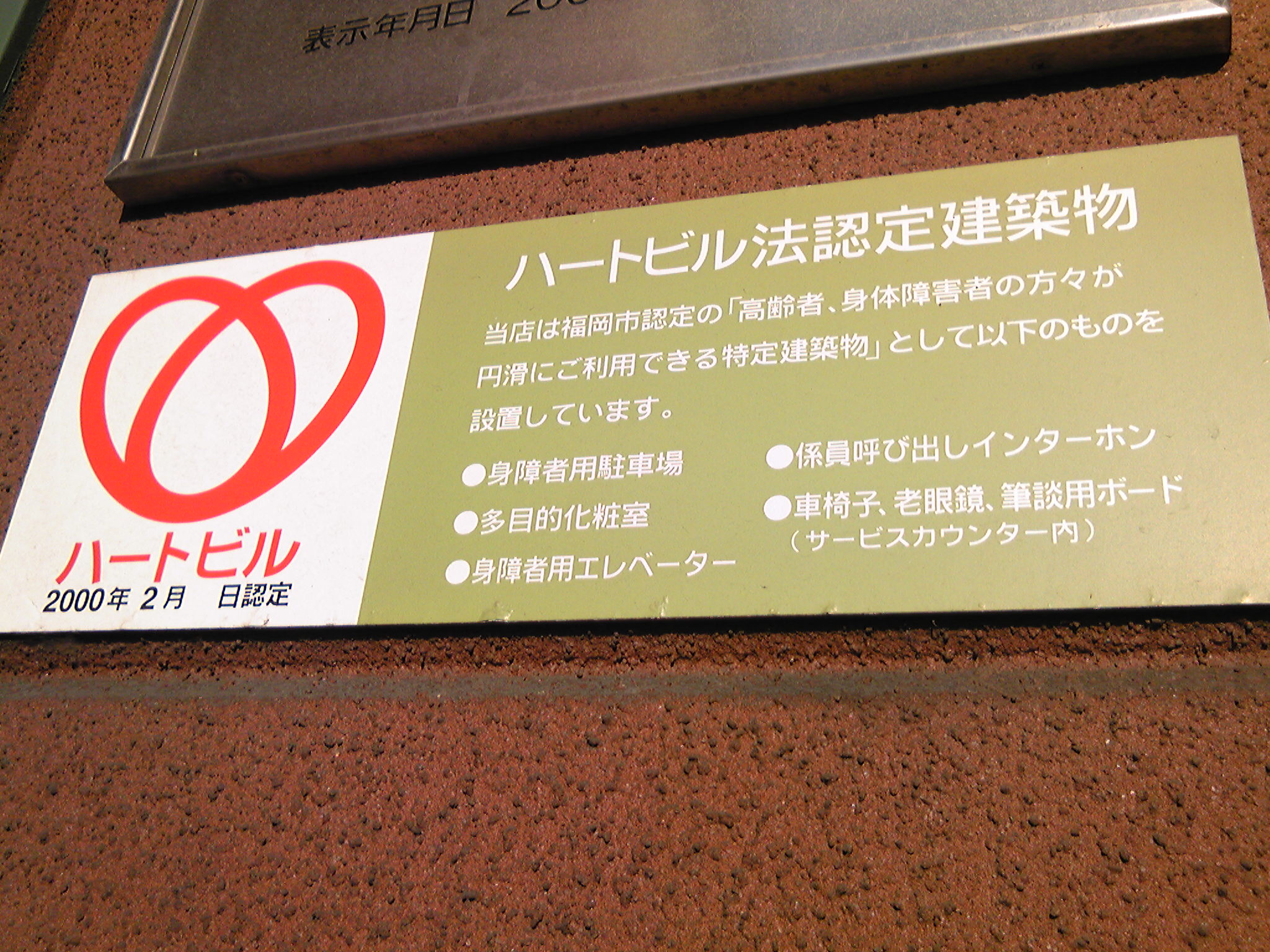
ハートビル表示板の例
（福岡県福岡市西区のダイエーマリナタウン店）

この法律では、高齢者及び身体障害者等が円滑に利用できるようにすべき建築物として、特定建築物と特別特定建築物を定めている（第2条)。その定義については以下の通りである。
- 特定建築物・・・学校、病院、劇場、観覧場、集会場、展示場、百貨店、ホテル、事務所、共同住宅、老人ホームその他の多数の者が利用する政令で定める建築物又はその部分、これらに附属する特定施設。利用円滑化基準適合の努力義務が課せられる。

政令（高齢者、身体障害者等が円滑に利用できる特定建築物の建築の促進に関する法律施行令）では以下のように定めている。
1. 学校
2. 病院又は診療所
3. 劇場、観覧場、映画館又は演芸場
4. 集会場又は公会堂
5. 展示場
6. 卸売市場又は百貨店、マーケットその他の物品販売業を営む店舗
7. ホテル又は旅館
8. 事務所
9. 共同住宅、寄宿舎又は下宿
10. 老人ホーム、保育所、身体障害者福祉ホームその他これらに類するもの
11. 老人福祉センター、児童厚生施設、身体障害者福祉センターその他これらに類するもの
12. 体育館、水泳場、ボウリング場その他これらに類する運動施設又は遊技場
13. 博物館、美術館又は図書館
14. 公衆浴場
15. 飲食店又はキャバレー、料理店、ナイトクラブ、ダンスホールその他これらに類するもの
16. 郵便局又は理髪店、クリーニング取次店、質屋、貸衣装屋、銀行その他これらに類するサービス業を営む店舗
17. 自動車教習所又は学習塾、華道教室、囲碁教室その他これらに類するもの
18. 工場
19. 車両の停車場又は船舶若しくは航空機の発着場を構成する建築物で旅客の乗降又は待合いの用に供するもの
20. 自動車の停留又は駐車のための施設
21. 公衆便所

- 特別特定建築物・・・不特定かつ多数の者が利用し、又は主として高齢者、身体障害者等が利用する特定建築物で、高齢者、身体障害者等が円滑に利用できるようにすることが特に必要なものとして政令で定めるもの。延べ床面積2,000平方メートル以上のものは、利用円滑化基準の適合義務が課せられる。適合命令に違反した場合は、罰金刑に処せられる。

政令（高齢者、身体障害者等が円滑に利用できる特定建築物の建築の促進に関する法律施行令）では以下のように定めている。
1. 盲学校、聾学校又は養護学校
2. 病院又は診療所
3. 劇場、観覧場、映画館又は演芸場
4. 集会場又は公会堂
5. 展示場
6. 百貨店、マーケットその他の物品販売業を営む店舗
7. ホテル又は旅館
8. 保健所、税務署その他不特定かつ多数の者が利用する官公署
9. 老人ホーム、身体障害者福祉ホームその他これらに類するもの（主として高齢者、身体障害者等が利用するものに限る。）
10. 老人福祉センター、児童厚生施設、身体障害者福祉センターその他これらに類するもの
11. 体育館（一般公共の用に供されるものに限る。）、水泳場（一般公共の用に供されるものに限る。）若しくはボウリング場又は遊技場
12. 博物館、美術館又は図書館
13. 公衆浴場
14. 飲食店
15. 郵便局又は理髪店、クリーニング取次店、質屋、貸衣装屋、銀行その他これらに類するサービス業を営む店舗
16. 車両の停車場又は船舶若しくは航空機の発着場を構成する建築物で旅客の乗降又は待合いの用に供するもの
17. 自動車の停留又は駐車のための施設（一般公共の用に供されるものに限る。）
18. 公衆便所

## 法律の構成
- 第1章 総則（第1条～第2条）
- 第2章 特定建築物の建築等における義務等（第3条～第5条）
- 第3章 特定建築物の建築等及び維持保全の計画の認定（第6条～第13条）
- 第4章 雑則（第14条～第18条）
- 第5章 罰則（第19条～第22条）
- 附則

## 福祉のまちづくり条例
全国の地方公共団体では、ハートビル法を補完する形で、「福祉のまちづくり条例」などと呼ばれる条例を整備し、建築物のバリアフリー化を推進している。これは、バリアフリー化のニーズが高まる一方で、1993年に行政手続法が施行され、要綱による行政指導に限界が生じ始めたためである。
例として、大阪府立中央図書館は大阪府福祉のまちづくり条例が最初に適用された建物である。
京王プラザホテル札幌は2002年（平成14年）に札幌市の「福祉のまちづくり条例」適合第1号ホテルに認定されている。
東京都の福祉のまちづくり条例では、客席を有する1000平方メートル以上の都市施設の大改修・新築にあたっては集団補聴システム（磁気誘導ループ、FM方式、赤外線方式）の設置が遵守義務となっている。
ハートビル法が2003年に改正された際、地方公共団体がその地域の自然的、社会的条件の特殊性により委任条例を定め、法の内容を拡充、強化できるようになった。この仕組みは現在のバリアフリー法にも引き継がれている。2020年9月時点で20自治体が委任条例を制定しており、特別特定建築物に共同住宅を追加すること、車椅子のすれ違い幅の基準を広くすることなどが規定されている。